# Hamada Ben Amor
Hamada Ben Amor (arabisch حمادة بن عمر, DMG Ḥammāda b. ʿAmr), bekannter unter seinem Künstlernamen El Général (الجنرال / al-Ǧinirāl), ist ein tunesischer Rapper, der durch seine politischen Lieder, vor allem Rais Lebled (ريس لبلاد / rayīs li-blād / ‚Der Chef meines Landes‘; Verfremdung von: رئيس البلد / raʾīs al-balad / ‚Präsident des Landes‘), einen wesentlichen Beitrag zum Ausbrechen der tunesischen Revolution 2011 geleistet hat.

## Wirken als politischer Künstler
Ben Amor ist das jüngste von vier Geschwistern und lebt als Pharmaziestudent in Sfax, seine politischen Raps macht er seit etwa 2009, wegen der staatlichen Zensur unter dem damaligen tunesischen Präsidenten Zine el-Abidine Ben Ali oftmals im Untergrund. Er stellte am 7. November 2010, dem damaligen tunesischen Nationalfeiertag, dem Jahrestag der Präsidentschaft Ben Alis, sein bisher bekanntestes Lied Rais Lebled ins Netz. Das Lied, welches die hoffnungslose Lage vieler Jugendlicher in Tunesien skizziert und direkt Präsident Ben Ali dafür verantwortlich machte, wurde sowohl auf der tunesischen Webseite des Boulevard-Magazins Tunivisions vorgestellt, als auch auf dem arabischen Nachrichtensender Al Jazeera. Bald darauf wurde das Lied verboten, El Générals MySpace- und Facebook-Seiten gesperrt, sein Handy abgehört und der Presseartikel von Tunivisions zensiert. Dies hinderte El Général jedoch nicht daran, mit Tounes Bledna am 22. Dezember 2010 ein weiteres kritisches Lied zu veröffentlichen, woraufhin er am 6. Januar 2011, etwa 3 Wochen nach Ausbruch der Proteste verhaftet wurde. Landesweite Demonstrationen führten jedoch drei Tage später zu seiner Freilassung.
Sein Lied Rais Lebled gilt neben einigen anderen Stücken mittlerweile als „Soundtrack der Revolution“ Tunesiens und wird mittlerweile seit dem Sturz Ben Alis auch öfters im tunesischen Radio gespielt, zudem hat es ihn international bekannt werden lassen. Wegen seiner Symbolbedeutung für die Revolution in Tunesien wird sein kommendes Album La Voix Du Peuple nun vom tunesischen Kulturministerium gefördert. Neben seinen politischen Raps veröffentlichte Ben Amor gemeinsam mit RTM den Rap Allah hu Akbar der den Tod als Märtyrer (Shaheed) verherrlicht und von einem gemeinsamen Jihad träumt. In dem von RTM stammenden Text singt er weiterhin davon „als Märtyrer sterben zu wollen- nur der Tod kann mich stoppen“, „das Banner des Islam kommt stets zuerst“ und „mein Traum ist es eine Armee von Arabern zu sehen die gemeinsam mit der muslimischen Armee kämpfen- bis zur Befreiung, im Jihad, bis zum Tod“.
2014 veröffentlichte El Général mit Rayes Lebled 2 ein Lied, in dem er kritisiert, dass sich selbst Jahre nach der Revolution von 2010/11 die Situation für viele Menschen in Tunesien nicht geändert hat.